# ماگدلنا وازارکیه‌ویچ
ماگدلنا وازارکیه‌ویچ (لهستانی: Magdalena Łazarkiewicz؛ زادهٔ ۶ ژوئن ۱۹۵۴) کارگردان فیلم و فیلم‌نامه‌نویس اهل لهستان است.
از فیلم‌های او می‌توان به آخرین زنگ مدرسه و تیم اشاره کرد.